# Salvador Debenedetti
Salvador Santiago Lorenzo Debenedetti (n. 2 de marzo de 1884 en Avellaneda, Argentina; m. 30 de septiembre de 1930 en el barco Cap Polonio en altamar) fue un arqueólogo y antropólogo argentino, iniciador junto a su mentor Juan Bautista Ambrosetti de la arqueología en la Argentina. A él corresponde en gran medida la obra de restauración del Pucará de Tilcara, una de las manifestaciones más destacadas de la Civilización Andina en el actual territorio argentino. Fue el creador en su país, del Día del Estudiante.

## Biografía

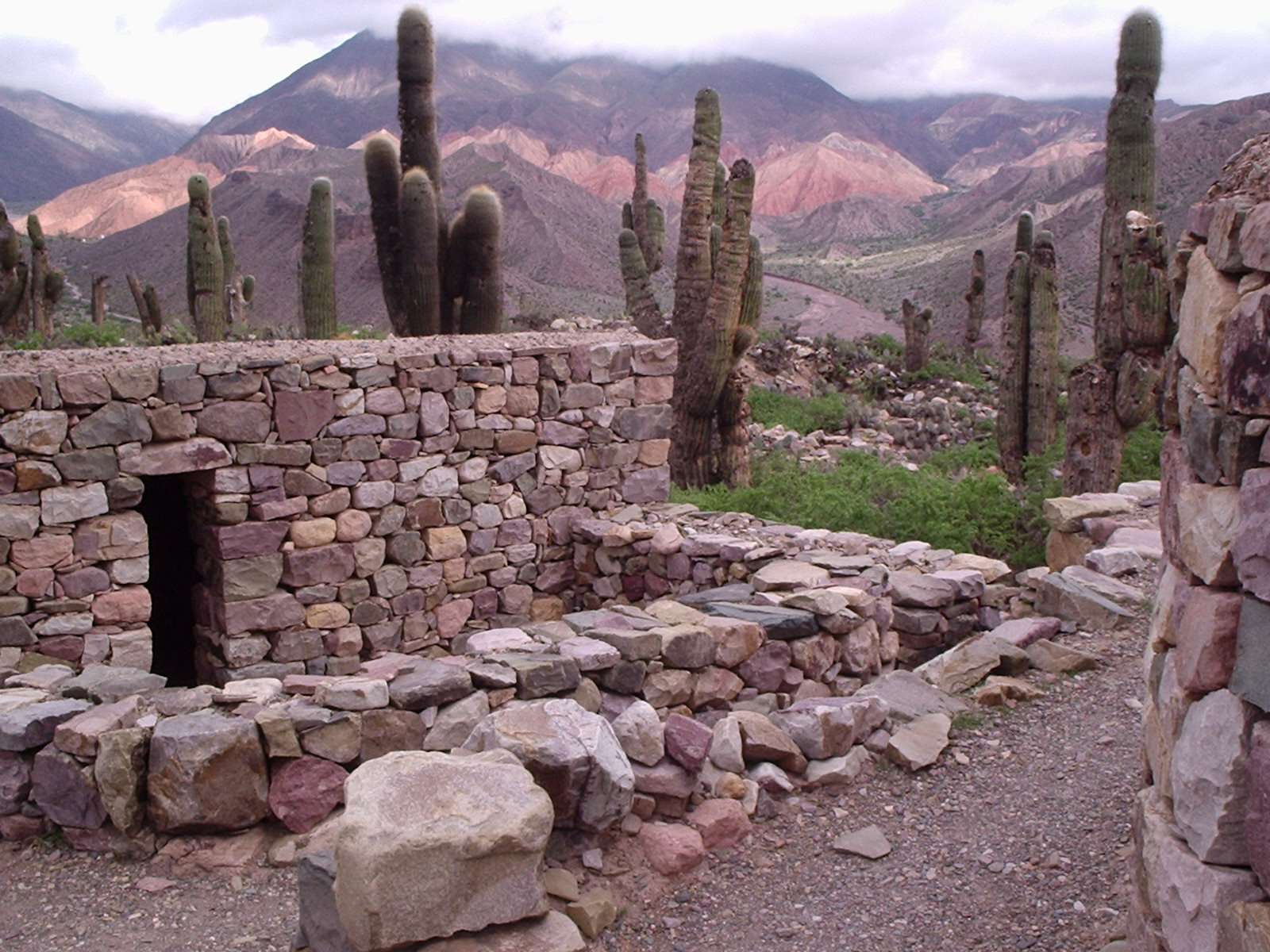
El Pucará de Tilcara, estudiado y reconstrido por Juan B. Ambrosetti y Salvador Debenedetti.

Salvador Debenedetti nació el 2 de marzo de 1884 en Avellaneda, Provincia de Buenos Aires. Hijo de un inmigrante italiano de una familia de Piamonte y una nativa rioplatense, vivió en el barrio Barracas al Sur, en las calles Alsina y Paláa, solar donde actualmente se levanta la Escuela Secundaria de Enseñanza Técnica N.º 5 de Avellaneda, que lleva su nombre. Su padre fue un empresario organizador de una fábrica de soda y bebidas.
Realizó sus estudios primarios en la Escuela N.º 1 de Avellaneda y los secundarios en el Colegio San José de Buenos Aires. Luego de abandonar los estudios de derecho, ingresó a la Facultad de Filosofía y Letras de la Universidad de Buenos Aires, donde conoció al sabio Juan B. Ambrosetti y se volcó plenamente a la arqueología y la antropología.
Durante los años de estudiante universitario, participó activamente en la política estudiantil, siendo elegido en 1902 presidente del centro de estudiantes. Una de las gestiones más destacadas en esa función, fue obtener que la facultad estableciera el día 21 de septiembre como "Día del Estudiante" en conmemoración del aniversario de la llegada de los restos del prócer D. F. Sarmiento desde Asunción (donde había fallecido el 11 de septiembre, que es Día del Maestro) a Buenos Aires en 1888, celebración que se extendió luego a todo el país y niveles educativos.
En 1909 obtuvo su doctorado con la tesis "La cerámica funeraria de los yacimientos prehistóricos de «La Isla» (Quebrada de Humahuaca)".
Debenedetti participó junto con Ambrosetti, de las primeras excavaciones en el Pucará de Tilcara en 1908, 1909 y 1910. Más adelante, Debenedetti profundizó los estudios arqueológicos en la Quebrada de Humahuaca, especialmente en el Pucará de Tilcara, sobre los que publicaría una importante monografía en 1930, poco antes de morir.
A fines de la década de 1910 fue designado director del Museo Etnográfico de la Universidad de Buenos Aires, desempeñándose también como profesor en esa casa y en la Universidad Nacional de La Plata. En 1929 fue designado miembro de la Sociedad de Americanistas de París.
Murió prematuramente el 1 de octubre de  1930, con 46 años a bordo del "Cap Polonio" de regreso al país luego de asistir al Congreso de americanistas de Hamburgo, en momentos en que se encontraba en plena actividad intelectual y productiva. Sus cenizas se encuentran enterradas junto a las de Juan B. Ambrosetti, en un monumento-pirámide, obra de Martín Noel, levantado en memoria a ambos sabios, al pie del Pucará de Tilcara.

## Publicaciones
- Excursión arqueológica a las ruinas de Kipon (Valle Calchaquí, Salta) (1908)
- La cerámica funeraria de los yacimientos prehistóricos de «La Isla» (Quebrada de Humahuaca), (1909)
- Exploración arqueológica en los cementerios prehistóricos de la isla de Tilcara (Quebrada de Humahuaca, Jujuy) (1910)
- Influencias de la cultura de Tiahuanaco en la región del Noroeste argentino (1912)
- Excursión del XVII Congreso Internacional de Americanistas a Bolivia y Perú (1912)
- Noticia sobre una urna antropomórfica del Valle de Jacavil (1916)
- Investigaciones arqueológicas en los valles preandinos de la provincia de San Juan (1916)
- Los yacimientos arqueológicos occidentales del Valle de Famatina (1917)
- Chulpas en las cavernas del Río San Juan de Mayo (1930)

Uno de sus últimos trabajos, Chulpas en las cavernas del Río San Juan de Mayo, de 1930, revelaba la existencia de tumbas indígenas en esa región de la puna jujeña.